# 卡尔吉尔

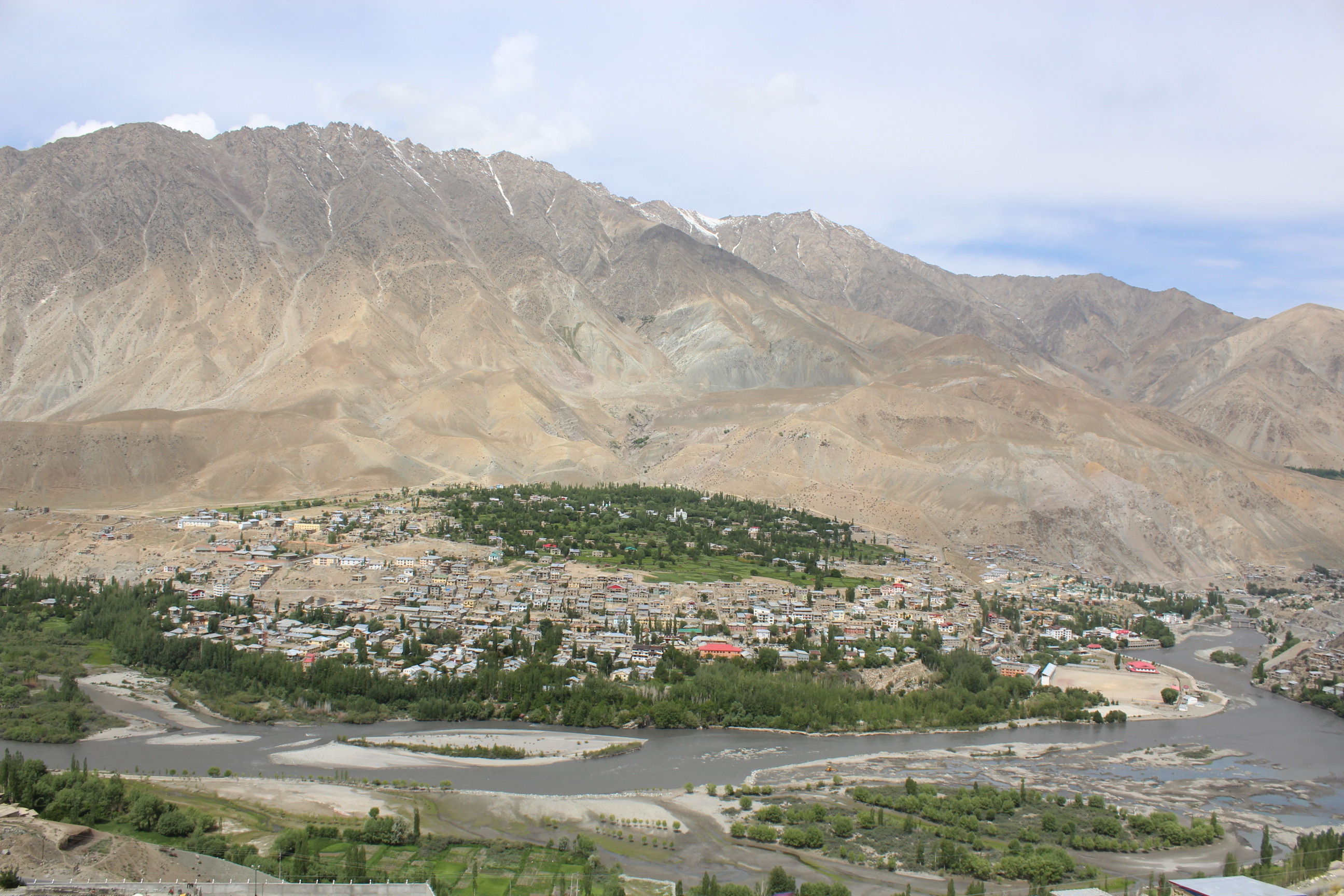
流經卡吉爾的蘇魯河

卡尔吉尔（Kargil），是印度拉達克卡基尔縣的一个城镇和行政中心。总人口9944（2001年）。

## 人口
该地2001年总人口9944人，其中男性6069人，女性3875人；0—6岁人口997人，其中男511人，女486人；识字率73.08%，其中男性为82.58%，女性为58.19%。